# Mazovija
Mazovija (poljsko Mazowsze) je zgodovinska regija v vzhodni Poljski. Leži v Srednjeevropskem nižavju približno med Lodžem in Białystokom. Njeno neuradno glavno in največje mesto je bila Varšava. Skozi stoletja je razvila subkulturo z ljudskimi pesmimi, arhitekturo, oblačili in običaji, ki se razlikujejo od tistih pri drugih Poljakih.
Zgodovinska Mazovija je obstajala od srednjega veka do delitve Poljske in je bila sestavljena iz treh vojvodstev s prestolnicami Varšava, Płock in Rawi. Glavno mesto regije je bil Płock, ki je bil od leta 1079 do 1138 celo glavno mesto Poljske. V zgodnjem novem veku je Płock izgubil svoj pomen v primerjavi z Varšavo, ki je postala glavno mesto Poljske. Od leta 1138 je Mazovijo upravljala ločena veja dinastije Pjast. Ko je brez naslednika umrl zadnji vladar neodvisne vojvodine Mazovije, je bila leta 1526 v celoti vključena pod poljsko krono.
V času poljsko-litovske Republike obeh narodov je bilo več kot 20 % mazovskega prebivalstva kategoriziranega kot nižje plemstvo. Leta 1816 je bila ustanovljena Mazovska gubernija, ki je obsegala jug regije skupaj z deželo Łęczyca in jugovzhodno Kujavijo. Gubernija je bila ukinjena leta 1844. 
Nekdanji prebivalci Mazovije, Mazurci, so se od poznega srednjega veka naseljevali v sosednji južni Prusiji, ki se je kasneje imenovala Mazurija. Mazurci so med  reformacijo so prestopili v protestantizem, medtem ko so njihovi  sorodniki v  Mazoviji ostali katoliki.
Meje sodobnega Mazovskega vojvodstva (province), ki je bilo ustanovljeno leta 1999, se ne ujemajo z mejami zgodovinske Mazovije. V vojvodstvo nista vključeni godovinsko mazovijski mesti  Łomża in Łowicz, vključeni pa sta zgodovinsko malopoljski mesti Radom in Siedlce.

## Geografija
Mazovija je pokrajina brez hribov (v nasprotju z Malopoljsko) in brez jezer (v nasprotju z Velikopoljsko). Razprostira se po Mazovski nižini na obeh straneh reke Visle  in ob njenih pritokih Narev in Bug. Petino pokrajine pokrivajo večinoma iglasti gozdovi, med katerimi so največji Kampinos, Puszcza Biała in Puszcza Zielona. 
Na severu meji na mazursko podregijo nekdanje Prusije, na vzhodu na Podlesje,  na jugu na Malopoljsko in na zahodu na Velikopoljsko. Njena površina meri  35.000 km² in ima 5 milijonov prebivalcev, od keterih 3 milijoni živijo v metropoli Varšavi.

## Zgodovina
Ko so v regijo iz okolice Polesja prišli Slovani, so se pomešali s potomci Viselskih Venetov in drugimi ljudstvi, da je nastalo lehitsko pleme Mazovci.
Zgodovinska regija Mazovija je na začetku obsegala le ozemlja na desnem bregu Visle okoli Płocka in bila preko Włocławeka in Kruszwic tesno povezana z Velikopoljsko. V času prvih poljskih monarhov iz dinastije Pjast je bil Płock eden od njihovih sedežev. Pjasti so na Stolnem griču (Wzgórze Tumskie) zgradili palačo. V obdobju 1037–1047 je bil Płock glavno mesto neodvisne mazovske države Masław in od leta 1079 do 1139 de facto tudi prestolnica Poljske. Od leta 1075 je bil sedež škofije Płock, ki je obsegala samo severno Mazovijo. Na jugu je bil Čerski arhidiakonat, ki je pripadal Poznanju, vojvodina Łowicz pa je bila del nadškofije Gniezno. Delitev je ostala nespremenjena do prve delitve Poljske.
V drugi polovici 10. stoletja je bila Mazovija vključena v poljsko državo pod pjastovskim vladarjem Mješkom I. V drobitvi Poljske po smrti Boleslava III. leta 1138 je bila ustanovljena vojvodina Mazovija, ki se je v 12. in 13. stoletju začasno pridruževala različnim sosednjim deželam in prestala vpade Prusov, Jatvingov in Rusinov. Za zaščito severnega dela vojvodine je Konrad I. Mazovski leta 1226 poklical na pomoč tevtonske viteze in jim podelil deželo Helmno.
Po ponovni združitvi Poljske pod Vladislavom I. v začetku 14. stoletja je Mazovija leta 1351 postala njen fevd. V drugi polovici 15. stoletja sta bili zahodna Mazovija in leta 1526/1529 osrednja Mazovija s prestolnico Varšavo vključeni v poljski državo. V 15. stoletju je bil vzhodni del pokrajine (Łomża) poseljen večinoma z nižjim plemstvom. Mazovija je veljala za nerazvito v primerjavi z Velikopoljsko in Malopoljsko in imela najmanjši delež mestnega prebivalstva.
V zgodnjem novem veku je bila Mazovija znana po izvozu žita, lesa in krzna. Zanimivo je, da v njej ni bili  reformacije. Razdeljena je bila na tri vojvodstva, vsako od njih na dežele (ziemie), slednje pa na okraje (powiaty). Vsa tri vojvodstva so bila del Velikopoljske pokrajine poljske krone. V poljsko-litovski Republiki obeh narodov, ustanovljeni v Lublinu leta 1569, je bila Mazovija umeščena v osrednjo regijo. Varšava je postala sedež državnega zakonodajnega telesa (sejm). Leta 1596 je kralj Sigismund III. Vasa iz Krakova v Varšavo preselil tudi poljsko prestolnico. V 17. in 18. stoletju so v regiji pustošile švedske, transilvanske, saške in ruske vojske.
V drugi in tretji delitvi Poljske je bila leta 1793 zahodna Mazovija priključena h Kraljevini Prusiji. Dve leti kasneje je bila k Prusiji priključena tudi osrednja Mazovija, medtem ko je bil njen osrednji del priključen k Avstriji. Leta 1807 je Mazovija postala del Varšavskega vojvodstva, leta 1815 pa je bila vključena v Kongresno Poljsko, odvisno od Rusije. V 19. stoletju je bila prizorišče velike poljske novembrske in januarske vstaje  proti ruski oblasti. V tem času je bila razdeljena med Varšavo, Plosk in Avgustov. Slednjega je kasneje zamenjala Lomža. 
Po letu 1918 je bila Mazovija del obujene Poljske. Njeno ozemlje se je približno ujemalo z ozemljem Varšavskega vojvodstva. 
Med nemško okupacijo med drugo svetovno vojno je bilo prebivalstvo podvrženo množičnim aretacijam, usmrtitvam, izgonom in deportacijam na prisilno delo in v nacistična koncentracijska taborišča in nacistične gete. Številna mesta so bila izropana. V vasi Palmiry pri Varšavi je bilo eno od najbolj razvpitih prizorišč nacističnih nemških zločinov nad Poljaki. Število prebivalcev Varšave se je zelo zmanjšalo zaradi usmrtitev, uničenja Judov, okoli 200.000 žrtev varšavske vstaje leta 1944 in deportacij prebivalcev z levega brega Visle po vstaji. Kmalu po vstaji je Adolf Hitler ukazal nemški vojski, da mesto uniči. Obnova poljske prestolnice je bila glavna naloga povojnega obdobja. Varšavsko vojvodstvo je bilo takrat še približno podobno zgodovinski Mazoviji in se je tako tudi neformalno imenovalo, potem pa je bilo 1975 razdeljeno na več malih vojvodstev. Leta 1999 je bilo ustanovljeno Mazovsko vojvodstvo kot ena od 16 upravnih regij Poljske.

## Kultura

### Mazovsko narečje
Mazovski jezik kot ločeno narečje je verjetno obstajal do 20. stoletja. Etnonim Mazur je dal ime fonetičnemu pojavu, imenovanemu mazurjenje, ki je sicer pogost tudi v malopoljskem narečju.

### Kuhinja
Regija nima kakšne značilne kuhinje. V preteklosti je v kmečki kuhinji prevladovala mlečna hrana. Plemstvo si je privoščilo tudi perutnino, predvsem  gosi, piščance in race. Najbolj ločeni mazoviški kulinarični regiji sta Kurpie in Łowicz, kjer so se tradicionalne jedi ohranile do danes. V Kurpieju pripravljajo tradicionalne jedi s sestavinami, nabranimi v gozdu: jagodami, medom in gobami. Obstaja več tradicionalnih poljskih jedi, kot so flaki (vampi) in kluski (rezanci in cmoki), ki se pripravljajo na drugače kot v drugih delih Poljske.

## Gospodarstvo
Mazovsko vojvodstvo je po bruto domačem proizvodu na prvem mesto na Poljskem. Največ zaslug za to ima Varšava kot finančno središče Vzhodne in Srednje Evrope. Tam ima sedež tudi večina državnih podjetij. Mesto je vozlišče železniškega in avtomobilskega prometa, povezano s celo Poljsko in Evropo. Varšavsko letališče Chopin je najbolj obremenjeno v državi. 
Drugo gospodarsko središče je Płock, kjer delujejo velike petrokemične tovarne PKN Orlen. Preostali del Mazovije spada med najrevnejše dele Poljske. Najbolj značilna mazovska kmetijska pridelka sta krompir in rž, najbolj priljubljena, tako kot v celi Poljski, pa je pšenica. Drugi pomembni pridelki so ječmen, sladkorna pesa, sadje in zelenjava. Največ se redijo prašiči, pogosto tudi govedo in piščanci.

## Turizem
Narodni park Kampinos spada med največje na Poljskem. Glavne zanimivosti parka so prvobitni gozdovi, peščine in močvirja. 
Glavno kulturno središče regije in cele Poljske je Krakov z nekaj deset gledališči, Narodno filharmonijo, Narodno operno hišo, Narodno knjižnico, Narodnim muzejem, Znanstvenim središčem Kopernik in Muzejem varšavske vstaje. Najbolj znani svetišči sta Tempelj Božje previdnosti in svetišče blaženega Jerzyja Popiełuszka.
V Varšavi je več mogočnih zgodovinskih zgradb in spomenikov, vključno s Starim in Novim mestom, ki sta bila med drugo svetovno vojno skoraj do tal porušena. Oba sta bila skrbno obnovljena in sta od leta 1980 del Unescove svetovne dediščine. V ulici Krakowskie przedmiecie je bilo zgrajenih več pomembnih zgradb. V mestu so tudi kraljeve palače in vrtova Azienki in Wilanów. Najbolj zanimiva stavba iz povojnega obdobja je Palača kulture in znanosti.
Med druge pomembne zgodovinske spomenike spadajo rojstna hiša skladatelja Frédérica Chopina v Żelazowi Woli in njegov muzej. Płock, nekoč sedež mazovskih knezov, in Łowicz, sedež nadškofov Gniezna, sta znana po njihovih stolnicah. V Nieborówu in Arkadiji so palače in parki, v Modlinu trdnjava, v Czersku, Pułtusku, Ciechanówu, Opinogóri, Rawi Mazowiecki, Sochaczewu in Liwu gradovi, v Niepokalanówu, Góri Kalwariji, Warki, Skierniewicah, Czerwińsku, Wyszogródu, Zakroczymu, Szreńsku, Przasnyszu, Ostrołęki, Łomżi, Szczuczynu, Wizni, Broku, Zuzeli, Rostkowu in Boguszycah pa stare cerkve. V podregiji Kurpie je zanimiva folklora.
- Varšavsko Staro mesto
- Grad Płock
- Stolnica v Łomżi
- Palača Sokół v Pruszkówu
- Grad v Rawi Mazowiecki
- Regionalni muzej v Ostrołęki
- Tržnica v Pułtusku
- Niepokalanów
- Góra Kalwaria
- Grad Ciechanów
- Palača Nieborów
- Stolnica v Łowiczu
- Cerkev sv. Jakoba v Skierniewicah